# 교토 대학 축구부
교토 대학 축구부(일본어: 京都大学蹴球部)는 일본 교토 대학의 축구부이다.

## 역사
1925년 5월에 창설되었다.이후 학생 축구 연맹에 가맹하고, 1926년부터 학생 축구 리그에 참가하게 되었다. 1927년에 첫 우승을 거두었고, 1932년부터 34년까지 같은 리그에서 3연패를 기록했다.
1949년에 도쿄 대학과의 정기전이 개시되었다.